# Protrachypene
Protrachypene is een geslacht van kreeftachtigen uit de klasse van de Malacostraca (hogere kreeftachtigen).

## Soort
- Protrachypene precipua Burkenroad, 1934